# Saint-Jean-de-Paracol
Saint-Jean-de-Paracol es un pequeño pueblo y comuna francesa, situada en el departamento del Aude en la región de Occitania.
A sus habitantes se les conoce por el gentilicio Paracolois.

## Demografía
| 101 | 103 | 95 | 93 | 83 | 94 |
| Para los censos de 1962 a 1999 la población legal corresponde a la población sin duplicidades (Fuente: INSEE [Consultar]) |     |    |    |    |    |

(Población sans doubles comptes según la metodología del INSEE).